# یعقوب‌آباد (آباده)
یعقوب‌آباد، روستایی از توابع بخش مرکزی شهرستان آباده در استان فارس ایران است.

## جمعیت
این روستا در دهستان بیدک قرار دارد و بر اساس سرشماری مرکز آمار ایران در سال ۱۳۹۵، جمعیت آن ۳۴۴ نفر (۱۱۰ خانوار) بوده‌است. بقعه سلطان میرحیدر در این روستا قرار دارد
جاده آباده - شیراز از میان این روستا عبور می‌کند که باعث شده این روستا به دو بخش تقسیم شود در بخش جنوبی باغات و خانه باغ قرار دارد و در بخش شمالی محل سکونت باغ‌داران (افراد بومی) می‌باشد. این روستا دارای دو سازه آبی (قنات) می‌باشد که یکی از میان خود عبور کرده و برای آبیاری زمین‌های کشاورزان دهستان بیدک می‌باشد و دیگری برای آبیاری باغات و زمین‌های زراعی خود روستا می‌باشد.
در ساخت خانه‌های این روستا از مصالح بومی (نظیر کاه گل برای دیوار و سازه سقف از چوب درخت سپیدار) استفاده شده‌است و عایق رطوبتی مورد استفاده در کف بام‌ها از کاه‌گل می‌باشد. سبک معماری خانه به گونه‌ای می‌باشد که حیاط در وسط و اتاق و… در دور زمین بنا شده‌است و برخی خانه‌ها دارای سقف گنبدی شکل می‌باشد که برای خنک نگه‌داشتن در فصول گرم کمک زیادی می‌کند، متأسفانه قلعه قدیمی این روستا می‌توان گفت که از بین رفته و تبدیل به خانه‌های جدید گردیده‌است.